# AACC
AACC（エー・エー・シー・シー）は、日本の総合格闘技ジム。阿部裕幸が代表を務める。東京都（大森・原宿・東中野)、千葉県（行徳）に4スクールある。2024年よりマルソグループ株式会社のグループ企業となり、阿部裕幸は株式会社マルソ、バロン警備保障株式会社の役員を務めている。

## 概要
AACCは、「Abe Ani Combat Club」の略。キッズから大人まで楽しめるスポーツ格闘技スクールで、総合格闘技、キックボクシング、空手、ブラジリアン柔術、キャッチレスリング、レスリングなど幅広いレッスンを受講できる。
2001年11月、より多くの人たちに総合格闘技を気軽にやってもらいたいと思った阿部は、都内各所のフィットネスジムのスタジオで行なっていた総合格闘技スクールをまとめ、AACCをChamber's Tokyo（品川区中延）内に設立した。
2002年、GOLD'SGYMサウス東京アネックス（大田区大森）に移動した。
開設当初はオクタゴンケージのある常設施設があったが、現在は大森、原宿、行徳のゴールドジム内などでクラスを開設している。

### 施設
- AACC大森（JR「大森駅」より徒歩1分）[1]
- AACC原宿（東京メトロ「明治神宮前駅」直結、JR「原宿駅」から徒歩2分）[1]
- AACC東中野（JR「東中野駅」から徒歩2分）[1]
- AACC大塚[1]（JR山手線「大塚駅」北口より徒歩2分）

## 所属選手

### 男子
- 誠悟
- 井口雅仁
- 石塚雄馬
- 東修平
- ベン・ヘンリー
- 齋藤繁

### 女子
- アミバ
- 玉田育子
- 杉本恵
- 永尾音波

## 歴代所属選手
- 藤井惠
- 赤野仁美
- 澤田千優（team AKATSUKIに移籍）
- 本野美樹（英語版）（リバーサルジム横浜グランドスラムに移籍）
- 大島沙緒里（リバーサルジム新宿Me,Weに移籍）
- 浜崎朱加（フリーに転向）